# Boudou
Boudou – miejscowość i gmina we Francji, w regionie Oksytania, w departamencie Tarn i Garonna. W 2013 roku jej populacja wynosiła 730 mieszkańców. Na granicy gmin Boudou i Saint-Nicolas-de-la-Grave rzeka Tarn uchodzi do Garonny. 